# Chikyuu Sentai Fiveman
Chikyuu Sentai Fiveman (地球戦隊ファイブマン (Địa cầu Chiến đội Fiveman)  Chikyū Sentai Faibuman), tạm gọi là Chiến đội Địa cầu Fiveman là series truyền hình nổi tiếng thứ 14 của dự án tokusatsu trong năm 1990. Tiến sĩ Hoshikawa đến một hành tinh khô cằn không có sinh vật, cây cối và nước ông đã gieo hạt thực vật để hành tinh này phát triển hơn, cùng lúc đó tổ chức Zone đã giết ông và vợ ông là Midori Hoshikawa thấy nguy Arthur G6 đã đưa 5 đứa con của ông bà về lại Trái Đất.Sau 20 năm tổ chức Zone đến xâm lược và huỷ diệt Trái Đất với công nghệ kỹ thuật tiên tiến 5 anh em nhà Hoshikawa đã trở thành Fiveman chiến đấu với tổ chức Zone để trả thù cho cha mẹ.

## Nhân vật
- Gaku Hoshikawa (星川 学 (Tinh Xuyên Học) Hoshikawa Gaku?) - Five Redファイブレッド (Faibu Reddo?)
- Ken Hoshikawa (星川 健 (Tinh Xuyên Kiện) Hoshikawa Ken?) - Five Blue (ファイブブルー Faibu Burū?)
- Fumiya Hoshikawa (星川 文矢 (Tinh Xuyên Văn Thỉ) Hoshikawa Fumiya?) - Five Black (ファイブブラック Faibu Burakku?)
- Kazumi Hoshikawa (星川 数美 (Tinh Xuyên Số Mỹ) Hoshikawa Kazumi?) - Five Pink (ファイブピンク Faibu Pinku?)
- Remi Hoshikawa (星川 レミ (Tinh Xuyên Lệ Mỹ) Hoshikawa Remi?) - Five Yellow (ファイブイエロー Faibu Ierō?)

Bộ phim thành công với 48 tập.
Trong Kaizoku Sentai Gokaiger sức mạnh tối thượng của Fiveman bị đánh cắp bởi Basco hắn lấy được từ Remi - Five Yellow nhưng Gokaiger đã lấy lại được và Remi đã trao lại sức mạnh tối thượng của Fiveman cho Gokaiger.

## Tập phim
| Số tập | Tên tập phim | Đạo diễn       | Kịch bản      | Ngày phát sóng chính thức |
| ------ | --- | -------------- | ------------- | ------------------------- |
| 1      | "The Five Sibling Warriors" Chuyển ngữ: "Go Kyōdai Senshi" (tiếng Nhật: 五兄弟戦士)                              | Takao Nagaishi | Hirohisa Soda | 2 tháng 3 năm 1990        |
| 2      | "Father's Payback! Mother's Payback" Chuyển ngữ: "Chichi no Kataki! Haha no Kataki" (tiếng Nhật: 父の仇! 母の仇) | Takao Nagaishi | Hirohisa Soda | 9 tháng 3 năm 1990        |
| 3      | "Challenge! The Galactic Tiger" Chuyển ngữ: "Chōsen! Ginga no Tora" (tiếng Nhật: 挑戦! 銀河の虎)                 | Masao Minowa   | Hirohisa Soda | 16 tháng 3 năm 1990       |
| 4      | "Get the Earth Drunk" Chuyển ngữ: "Chikyū o Yowasero" (tiếng Nhật: 地球を酔わせろ)                               | Masao Minowa   | Hirohisa Soda | 23 tháng 3 năm 1990       |
| 5      | "Orphaned Galaxy Egg" Chuyển ngữ: "Minashigo Ginga Tamago" (tiếng Nhật: みなしご銀河卵)                          | Kiyoshi Arai   | Hirohisa Soda | 30 tháng 3 năm 1990       |
| 6      | "I Hate Hard Workers" Chuyển ngữ: "Hatarakimono wa Kirai Da" (tiếng Nhật: 働き者は嫌いだ)                        | Kiyoshi Arai   | Mami Watanabe | 6 tháng 4 năm 1990        |
| 7      | "The 45m Grade-Schooler" Chuyển ngữ: "Yonjūgo-mētā no Shōgakusei" (tiếng Nhật: 45ｍの小学生)                     | Takao Nagaishi | Hirohisa Soda | 13 tháng 4 năm 1990       |
| 8      | "Shine! A Seed of Life" Chuyển ngữ: "Kagayake! Hitotsubu no Inochi" (tiếng Nhật: 輝け! 一粒の命)                 | Takao Nagaishi | Kunio Fujii   | 20 tháng 4 năm 1990       |
| 9      | "Gingaman Appear" Chuyển ngữ: "Tōjō Gingaman" (tiếng Nhật: 登場ギンガマン)                                       | Shohei Tojo    | Hirohisa Soda | 27 tháng 4 năm 1990       |
| 10     | "Suck My Blood!" Chuyển ngữ: "Ore no Chi o Sue!" (tiếng Nhật: 俺の血を吸え!)                                     | Shohei Tojo    | Toshiki Inoue | 4 tháng 5 năm 1990        |
| 11     | "Dangerous Treasure Hunting" Chuyển ngữ: "Abunai Takara Sagashi" (tiếng Nhật: あぶない宝探し)                    | Masao Minowa   | Kunio Fujii   | 11 tháng 5 năm 1990       |
| 12     | "Arthur's Super Transformation" Chuyển ngữ: "Āsā Chō Henkei" (tiếng Nhật: アーサー超変型)                        | Masao Minowa   | Hirohisa Soda | 18 tháng 5 năm 1990       |
| 13     | "Do, Re, Mi, Fight" Chuyển ngữ: "Do Re Mi Faito" (tiếng Nhật: ドレミファイト)                                    | Takao Nagaishi | Hirohisa Soda | 25 tháng 5 năm 1990       |
| 14     | "The Cute Liar" Chuyển ngữ: "Kawaii Usotsuki" (tiếng Nhật: 可愛いウソつき)                                       | Takao Nagaishi | Hirohisa Soda | 1 tháng 6 năm 1990        |
| 15     | "There Are Two Reds!!" Chuyển ngữ: "Reddo ga Futari!!" (tiếng Nhật: レッドが二人!!)                              | Shohei Tojo    | Hirohisa Soda | 8 tháng 6 năm 1990        |
| 16     | "Hungry Hero" Chuyển ngữ: "Harapeko Hīrō" (tiếng Nhật: 腹ぺこヒーロー)                                           | Shohei Tojo    | Mami Watanabe | 15 tháng 6 năm 1990       |
| 17     | "Fumiya's Friendship Announcement" Chuyển ngữ: "Fumiya no Kōsai Sengen" (tiếng Nhật: 文矢の交際宣言)             | Takao Nagaishi | Kunio Fujii   | 22 tháng 6 năm 1990       |
| 18     | "Saving Money!!" Chuyển ngữ: "O-kane Tamemasu!!" (tiếng Nhật: お金貯めます!!)                                    | Takao Nagaishi | Toshiki Inoue | 29 tháng 6 năm 1990       |
| 19     | "Red Fighting Robot" Chuyển ngữ: "Akai Kenka Robo" (tiếng Nhật: 赤いけんかロボ)                                  | Masao Minowa   | Hirohisa Soda | 6 tháng 7 năm 1990        |
| 20     | "Burning Sibling Robot" Chuyển ngữ: "Moeru Kyōdai Robo" (tiếng Nhật: 燃える兄弟ロボ)                             | Masao Minowa   | Hirohisa Soda | 13 tháng 7 năm 1990       |
| 21     | "Vaulting Horse Trio" Chuyển ngữ: "Tobibako Sannin-gumi" (tiếng Nhật: 跳び箱3人組)                               | Takao Nagaishi | Hirohisa Soda | 20 tháng 7 năm 1990       |
| 22     | "Shining Handsome Youth" Chuyển ngữ: "Hikaru Biseinen" (tiếng Nhật: 光る美青年)                                  | Takao Nagaishi | Mami Watanabe | 27 tháng 7 năm 1990       |
| 23     | "The Five-kun Dolls" Chuyển ngữ: "Faibu Kun Ningyō" (tiếng Nhật: 5くん人形)                                      | Shohei Tojo    | Hirohisa Soda | 3 tháng 8 năm 1990        |
| 24     | "Slow Turtle Ninja" Chuyển ngữ: "Noro Kame Ninja" (tiếng Nhật: のろ亀忍者)                                       | Shohei Tojo    | Hirohisa Soda | 10 tháng 8 năm 1990       |
| 25     | "Friendship's Sakurajima" Chuyển ngữ: "Yūjō no Sakurajima" (tiếng Nhật: 友情の桜島)                              | Takao Nagaishi | Hirohisa Soda | 17 tháng 8 năm 1990       |
| 26     | "It's Kyushu, Huh" Chuyển ngữ: "Kyūshū Dayon" (tiếng Nhật: 九州だョン)                                           | Takao Nagaishi | Hirohisa Soda | 24 tháng 8 năm 1990       |
| 27     | "If You Sleep, You Die" Chuyển ngữ: "Nemureba Shinu" (tiếng Nhật: 眠れば死ぬ)                                    | Shohei Tojo    | Toshiki Inoue | 31 tháng 8 năm 1990       |
| 28     | "Chorus of Underworld" Chuyển ngữ: "Jigoku no Kōrasu" (tiếng Nhật: 地獄の合唱)                                   | Masao Minowa   | Hirohisa Soda | 7 tháng 9 năm 1990        |
| 29     | "Fusion vs. Combination" Chuyển ngữ: "Gasshin Tai Gattai" (tiếng Nhật: 合身VS合体)                               | Masao Minowa   | Hirohisa Soda | 14 tháng 9 năm 1990       |
| 30     | "Black Gorlin" Chuyển ngữ: "Kuro Gorurin" (tiếng Nhật: 黒ゴルリン)                                               | Shohei Tojo    | Hirohisa Soda | 21 tháng 9 năm 1990       |
| 31     | "Dangerous Mother" Chuyển ngữ: "Abunai Haha" (tiếng Nhật: あぶない母)                                            | Shohei Tojo    | Hirohisa Soda | 28 tháng 9 năm 1990       |
| 32     | "Gaku Dies" Chuyển ngữ: "Gaku, Shisu" (tiếng Nhật: 学、死す)                                                     | Takao Nagaishi | Toshiki Inoue | 5 tháng 10 năm 1990       |
| 33     | "Deadly Flip-turn" Chuyển ngữ: "Hissatsu Uragaeshi" (tiếng Nhật: 必殺裏返し)                                     | Takao Nagaishi | Hirohisa Soda | 12 tháng 10 năm 1990      |
| 34     | "Can-Packed Humans" Chuyển ngữ: "Ningen Kanzume" (tiếng Nhật: 人間カン詰)                                        | Masao Minowa   | Hirohisa Soda | 19 tháng 10 năm 1990      |
| 35     | "Gaku's Secret!!" Chuyển ngữ: "Gaku no Himitsu!!" (tiếng Nhật: 学の秘密!!)                                       | Masao Minowa   | Kunio Fujii   | 26 tháng 10 năm 1990      |
| 36     | "Super Twin Strategy" Chuyển ngữ: "Futago Dai Sakusen" (tiếng Nhật: 双子大作戦)                                  | Shohei Tojo    | Mami Watanabe | 2 tháng 11 năm 1990       |
| 37     | "Human Cannon" Chuyển ngữ: "Ningen Taihō" (tiếng Nhật: 人間大砲)                                                 | Shohei Tojo    | Hirohisa Soda | 9 tháng 11 năm 1990       |
| 38     | "Fake Sibling Teachers" Chuyển ngữ: "Nise Kyodai Sensei" (tiếng Nhật: 偽兄弟先生)                                | Takao Nagaishi | Hirohisa Soda | 16 tháng 11 năm 1990      |
| 39     | "Please Love Me" Chuyển ngữ: "Ai o Kudasai" (tiếng Nhật: 愛を下さい)                                             | Takao Nagaishi | Toshiki Inoue | 23 tháng 11 năm 1990      |
| 40     | "Boy Majin Sword" Chuyển ngữ: "Shōnen Majin Ken" (tiếng Nhật: 少年魔神剣)                                        | Masao Minowa   | Mami Watanabe | 30 tháng 11 năm 1990      |
| 41     | "Scary Date" Chuyển ngữ: "Kowai Dēto" (tiếng Nhật: 恐いデート)                                                   | Masao Minowa   | Kunio Fujii   | 7 tháng 12 năm 1990       |
| 42     | "Kung Fu Spirit" Chuyển ngữ: "Kan Fū Tamashii" (tiếng Nhật: カンフー魂)                                          | Shohei Tojo    | Hirohisa Soda | 14 tháng 12 năm 1990      |
| 43     | "TV Love" Chuyển ngữ: "Terebi no Koi" (tiếng Nhật: テレビの恋)                                                   | Shohei Tojo    | Hirohisa Soda | 21 tháng 12 năm 1990      |
| 44     | "Struggle Robot Battle" Chuyển ngữ: "Shitō Robo Sen" (tiếng Nhật: 死闘ロボ戦)                                    | Takao Nagaishi | Hirohisa Soda | 11 tháng 1 năm 1991       |
| 45     | "Rushing into the Enemy Base" Chuyển ngữ: "Teki Kichi Totsunyū" (tiếng Nhật: 敵基地突入)                         | Takao Nagaishi | Hirohisa Soda | 18 tháng 1 năm 1991       |
| 46     | "The Whereabouts of Our Parents" Chuyển ngữ: "Chichi Haha no Yukue" (tiếng Nhật: 父母の行方)                     | Takao Nagaishi | Hirohisa Soda | 25 tháng 1 năm 1991       |
| 47     | "The Super Beast's Big Shedding" Chuyển ngữ: "Chōjū Dai Dappi" (tiếng Nhật: 超獣大脱皮)                          | Shohei Tojo    | Hirohisa Soda | 1 tháng 2 năm 1991        |
| Final  | "Departure to the Stars" Chuyển ngữ: "Hoshi he no Tabidachi" (tiếng Nhật: 星への旅立ち)                          | Shohei Tojo    | Hirohisa Soda | 8 tháng 2 năm 1991        |

## Mecha
- Five Robo
- Star Five
- Super Five Robo (スーパーファイブロボ, Sūpā Faibu Robo)
- Magma Base (マグマベース, Maguma Bēsu)
- Max Magma (マックスマグマ, Makkusu Maguma)